# Gino Marinuzzi (fill)
Gino Marinuzzi (fill) (Nova York, 7 d'abril, 1920 – Roma, 8 de novembre, 1996), va ser un músic i compositor italià.

## Biografia
Fill del compositor i director d'orquestra Gino Marinuzzi (pare), va néixer a Nova York, durant la gira del seu pare pels Estats Units. Amb una formació musical milanesa, va començar la seva carrera de ben jove i fins i tot abans de graduar-se en composició, piano i direcció d'orquestra al conservatori de Milà, va compondre les seves primeres obres als setze anys: Concertino (per a piano i orquestra de cambra) i diverses composicions per a piano sol. La seva producció per a instrument solista i orquestra va ser intensa fins al 1943, producció que el va situar entre les avantguardes musicals d'aquells anys.
Va passar dos anys -del 1943 al 1945- en un camp de concentració nazi, (presó 50914 Stalag XII-F), experiència de la qual van néixer els Lagerlieder, composició en la qual va elaborar temes populars russos, ucraïnesos i gitanos que va aprendre de les cançons dels seus companys de presó.
Després de casar-se amb la pianista Liana Santarone, la seva companya de conservatori i destinataria d'algunes de les seves composicions per a piano, i amb qui va tenir dues filles, Anna Maria i Giovanna, i el 1946 Marinuzzi es va traslladar a Roma, on va treballar durant un període com a mestre substitut. a l'Òpera. Des de llavors va viure a la capital treballant com a compositor i professor.
Als anys seixanta i setanta es dedicà principalment a la música per al cinema, el teatre, la ràdio i la televisió, abans de tornar a compondre per a orquestra als anys vuitanta. Va tenir especial importància el paper pioner que va exercir en la recerca i l'experimentació musical, duta a terme des de principis dels anys cinquanta, en el camp de la música electrònica.

## Obres - Música simfònica - Música de cambra
La producció de Marinuzzi ha inclòs música clàssica instrumental per a instrument solista (preludis i estudis per a piano solista), música de cambra i per a conjunts simfònics i música incidental destinada a el teatre (Ione, Antígona), per al cinema amb la (bandes sonores de nombrosos documentals i pel·lícula incloent: The Golden Coach de Jean Renoir, The Golden Coach ('65) d'Alberto Lattuada, The white veus (1964) de Pasquale Festa Campanile i Massimo Franciosa i molts altres) i a la televisió (incloent-hi la música de la novel·la de la sèrie amb guió El comte de Montecristo, Jekyll ('69) de Giorgio Albertazzi, Inspector Maigret, etc.), per a la ràdio (l'òpera radiofònica La Signora Paulatim, amb lletra d'Italo Calvino).
El recordem amb Lagerlieder (per a piano a 4 mans) sobre cançons de presoners militars, Edward! Edward! (cantata, per a solistes, cor i orquestra de cambra, sobre una antiga balada escocesa), Concertino (per a piano i orquestra de cambra), Concert per a piano i orquestra, Concert per a violí i orquestra.
La seva darrera composició clàssica, el Concerte, per a piano i orquestra, encarregada pel musicòleg Gioacchino Lanza Tomasi per encàrrec de la RAI, va ser interpretada a l'Auditori del "Foro Italico" el 1985 (solista Andrea Padova) juntament amb el Due improvis compost el 1959.
El darrer treball és un homenatge al seu pare (amb qui en la seva joventut ja havia estat coautor de la música del ballet Pinotxo) o la nova orquestració de l'òpera lírica Jacquerie, composta per Marinuzzi sènior i les partitures del qual s'havien perdut. L'òpera es va representar en la nova versió al "Teatro Massimo Bellini" de Catània, uns anys abans de la seva mort, dirigida per Roberto Laganà Manoli.
Pel que fa a la seva activitat docent al Conservatori Musical de Frosinone i a l'Acadèmia Nacional de Santa Cecília de Roma, on va ensenyar composició, Marinuzzi va tenir com a estudiants músics que es van convertir llavors artistes establerts com Vittorio Bresciani, Giovanni Pelliccia, Andrea Padova, Francesco Libetta, Carlo Mezzanotte, Fabrizio Siciliano i altres.

## Música electrònica
Marinuzzi va ser un dels primers músics i compositors a Itàlia a experimentar amb la música electrònica. Tal com va recordar el crític i musicòleg Luigi Pestalozza:
| « | "Vam descobrir el primer equip electrònic mínim a la postguerra a la casa de Gino Marinuzzi junior. […] És clar que la música electrònica no va néixer al seu estudi, però pel que fa a Itàlia, potser sí, potser va néixer just a casa de Gino Marinuzzi junior." | » |

{nota. 1}
El 1956 el compositor va obrir el primer laboratori de música electrònica a Roma a l'Accademia Filarmonica Romana (després anomenat "Centre Electrònic de l'Accademia Filarmonica Romana"); també va idear i dissenyar el Fonosynth, el primer sintetitzador modular per a la producció de música electrònica, creat a Roma i entre els primers d'Europa. L'aparell, creat aleshores per l'enginyer Giuliano Strini i l'enginyer de so italo-polonès Paolo Ketoff, en col·laboració amb el mateix Marinuzzi, es va acabar l'any 1962, tot i que probablement els primers components van començar a funcionar ja el 1958. El Fonosynth ha estat exposat des de 1987 al Museu d'instruments musicals de Munic.
Marinuzzi va compondre diverses peces de música electrònica com Traiettoria creada a l'"Studio di Fonologia" de Milà, utilitzant també efectes electrònics en moltes de les seves composicions, especialment per a documentals i pel·lícules per a cinema i televisió (entre les pel·lícules més conegudes hi ha Terrore nello spazio de Mario Bava). de 1965).
Després va continuar la seva recerca i experimentació en el camp de la música electrònica, fundant l'any 1967 Studio R/7, un laboratori electrònic de música experimental i concreta juntament amb el mateix Ketoff, Walter Branchi, Franco Evangelisti, Domenico Guaccero, Guido Guiducci i Egisto Macchi, que ja havia cursat l'estudi de fonologia romana. També va col·laborar activament a "Nuova Consonanza".

## Bandes sonores
Cinema

- 1860, direcció de Alessandro Blasetti (1934)
- Romanzo d'amore, direcció de Duilio Coletti (1950)
- Quelli che soffrono per voi..., direcció de Alessandro Blasetti (1951)
- Amo un assassino, direcció de Baccio Bandini (1951)
- A fil di spada, direcció de Carlo Ludovico Bragaglia (1952)
- Il maestro di Don Giovanni, regia di Vittorio Vassarotti (1952)
- Il mantello rosso, direcció de Giuseppe Maria Scotese (1955)
- Vento del Sud, direcció de Enzo Provenzale (1959)
- L'Italia non è un paese povero, direcció de Vittorio Taviani, Paolo Taviani (1960)
- Ercole alla conquista di Atlantide, direcció de Vittorio Cottafavi (1961)
- Marte, dio della guerra, direcció de Marcello Baldi (1962)
- Hong Kong un addio, direcció de Gian Luigi Polidoro (1963)
- Le voci bianche, direcció de Pasquale Festa Campanile i Massimo Franciosa (1964)
- La mandragola, direcció de Alberto Lattuada (1965)
- Terrore nello spazio, direcció de Mario Bava (1965)
- Le piacevoli notti, direcció de Armando Crispino (1966)
- Operazione 3 gatti gialli, direcció de Gianfranco Parolini (1966)